# Arnold Gartmann
Arnold Gartmann, noto Noldi (Sankt Moritz, 20 novembre 1904 – 4 giugno 1980) è stato un bobbista svizzero.
Era il zio di Albert, bobbista attivo negli anni '50 e di Arnold, slittinista negli anni 60.

## Biografia
Ai IV Giochi olimpici invernali (edizione disputatasi nel 1936 a Garmisch-Partenkirchen, Germania) vinse la medaglia d'oro nel Bob a 4 con i connazionali Pierre Musy, Charles Bouvier e Joseph Beerli partecipando per la Svizzera II superando la nazionale svizzera I (medaglia d'argento) e britannica (bronzo).
Il tempo totalizzato fu di 5:19,85, circa tre secondi in meno dei connazionali con 5:22,73, e poco più rispetto ai britannici con 5:23,41.
Vinse la medaglia d'argento ai campionati mondiali del 1935 nel bob a quattro con Pierre Musy, Charles Bouvier e Josef Beerli.